# 186-й истребительный авиационный полк
186-й истребительный авиационный полк (186-й иап) — воинская часть Военно-воздушных сил (ВВС) Вооружённых Сил РККА, принимавшая участие в боевых действиях Великой Отечественной войны.

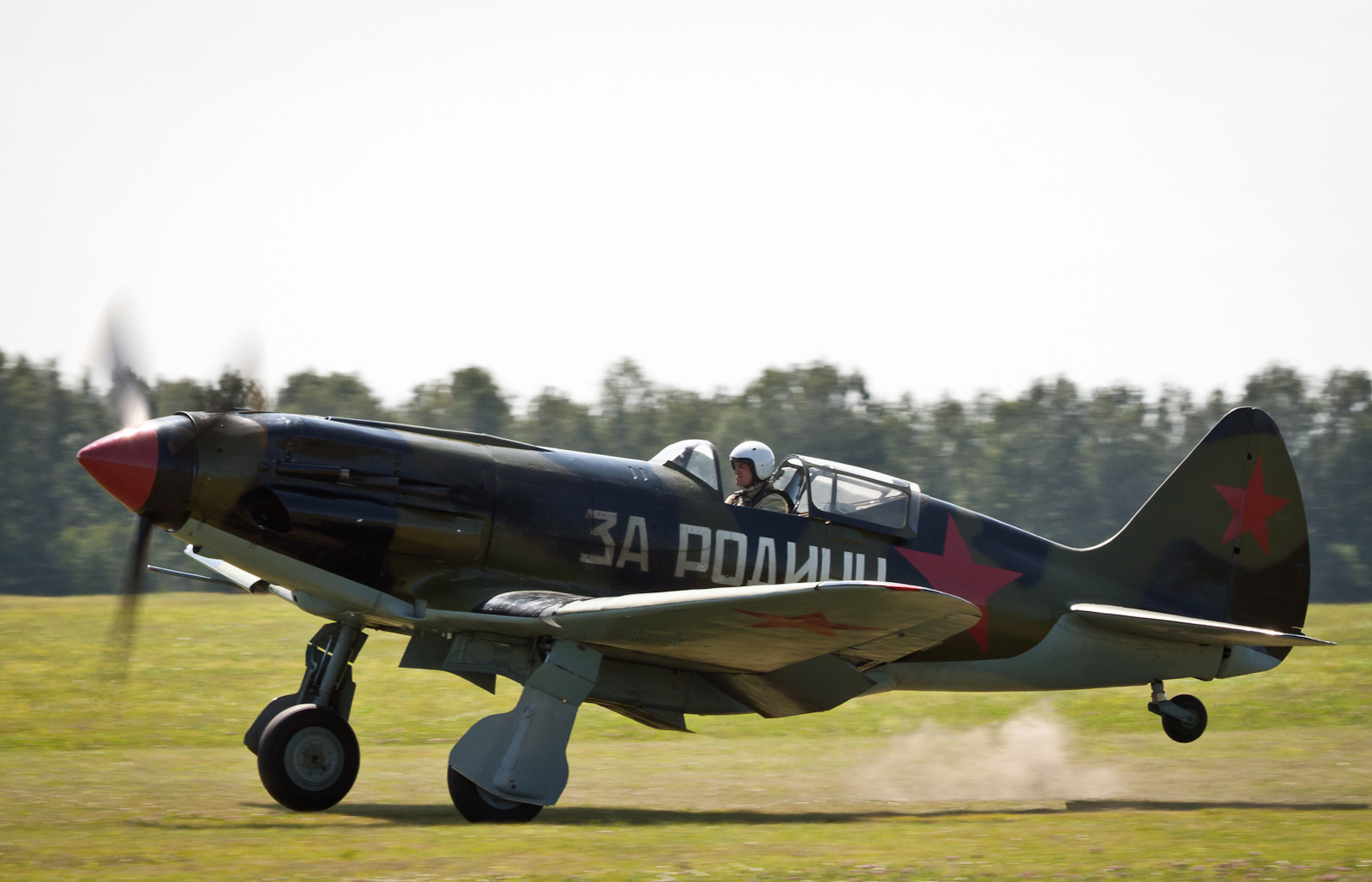
Самолёт МиГ-3

## История наименований полка
За весь период своего существования полк своё наименование не менял — 186-й истребительный авиационный полк.

## Создание полка
186-й истребительный авиационный полк начал формироваться 1 апреля 1941 года в Западном Особом военном округе в составе 60-й смешанной авиационной дивизии ВВС ЗОВО на аэродроме в г. Орша.

## Расформирование полка
186-й истребительный авиационный полк 12 июня 1942 года расформирован в ВВС Юго-Западного фронта. Личный состав обращён на укомплектование 10-го отдельного учебно-тренировочного авиационного полка.

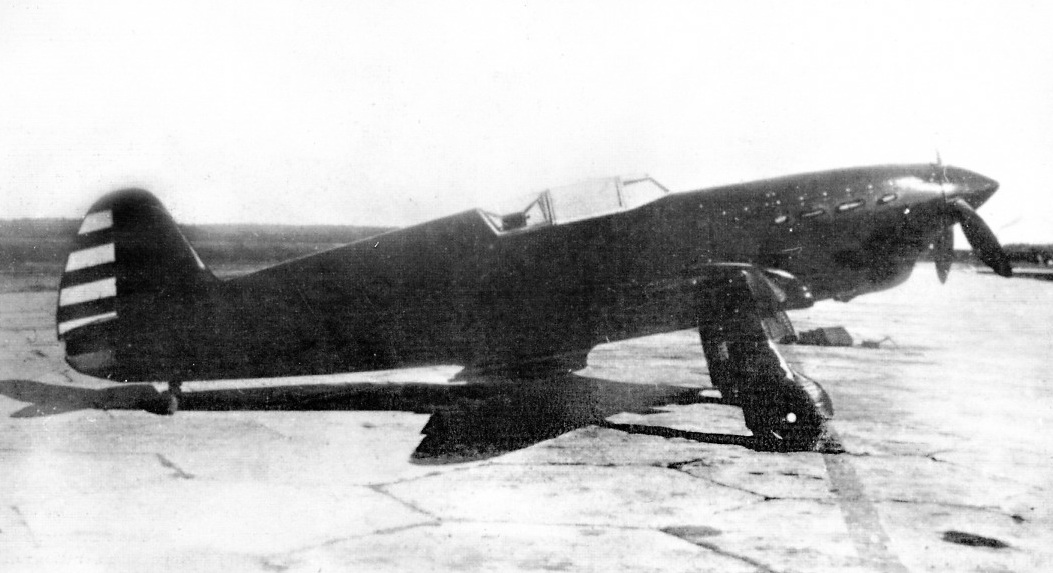
Самолёт Як-1

## В действующей армии
В составе действующей армии:
- с 22 сентября 1941 года по 12 июня 1942 года.

## Командиры полка
- майор, подполковник Утин Александр Васильевич[2], 06.1941 — 03.1942

## В составе соединений и объединений
| Период        | Фронт (округ)                 | армия      | дивизия                                             | примечание |
| ------------- | ----------------------------- | ---------- | --------------------------------------------------- | --- |
| 01.04.1941 г. | Западный Особый военный округ | ВВС округа | 60-я смешанная авиационная дивизия                  | |
| 22.06.1941 г. | Западный фронт                | ВВС фронта | 60-я смешанная авиационная дивизия                  | |
| 19.09.1941 г. | Юго-Западный фронт            | ВВС фронта | 36-я истребительная авиационная дивизия             | сформирован по штату 015/174 на самолётах МиГ-3 (18 машин)                                                       |
| 22.09.1941 г. | Юго-Западный фронт            | ВВС фронта | 36-я истребительная авиационная дивизия             | вступил в боевые действия на самолётах МиГ-3                                                                     |
| 01.12.1941 г. | Юго-Западный фронт            | ВВС фронта | 36-я истребительная авиационная дивизия             | Боевой работы не вёл, сдав все самолёты в заводской ремонт                                                       |
| 20.12.1941 г. | Юго-Западный фронт            | ВВС фронта | 44-я истребительная авиационная дивизия             | боевой работы не вёл за отсутствием матчасти                                                                     |
| 18.02.1942 г. | Юго-Западный фронт            | ВВС фронта |                                                     | Вошёл в непосредственное подчинение штаба фронта, боевой работы не вёл                                           |
| 30.03.1942 г. | Юго-Западный фронт            | ВВС фронта |                                                     | получил 10 истребителей Як-1 и приступил к их освоению                                                           |
| 05.04.1942 г. | Юго-Западный фронт            | ВВС фронта | манёвренная авиационная группа Юго-Западного фронта | Включён в состав манёвренной авиагруппы Юго-Западного направления, действовавшей в интересах командования фронта |
| 23.04.1942 г. | Юго-Западный фронт            | ВВС фронта | манёвренная авиационная группа Юго-Западного фронта | Закончил освоение Як-1                                                                                           |
| 10.05.1942 г. | Юго-Западный фронт            | ВВС фронта | манёвренная авиационная группа Юго-Западного фронта | Приступил к боевой работе в составе группы на Як-1                                                               |
| 19.05.1942 г. | Юго-Западный фронт            | ВВС фронта | манёвренная авиационная группа Юго-Западного фронта | Передал весь летный состав и исправную матчасть в 6-й иап, штаб полка и управление выведены в резерв ВВС фронта  |
| 12.06.1942 г. | Юго-Западный фронт            | ВВС фронта |                                                     | расформирован; личный состав обращён на укомплектование 10 отдельного учебно-тренировочного авиаполка            |

## Участие в операциях и битвах
- операции Юго-Западного фронта

## Первая победа полка в воздушном бою
Первая известная воздушная победа полка в Отечественной войне одержана 14 октября 1941 года: в групповом воздушном бою в районе г. Полтава лётчиками полка сбит немецкий истребитель Ме-109 (Messerschmitt Bf.109).

## Лётчики-асы полка
| Фамилия, имя отчество          | Награды | Сбито самолётов (+ в группе) | Примечание |
| ------------------------------ | ------- | ---------------------------- | --- |
| Горегляд Леонид Иванович       |         | 14 + 1                       | Лётчик полка: март — июнь 1942. Боевых вылетов: 132; воздушных боев: 53. |
| Морозов Фотий Яковлевич        |         | 16 + 5                       | Лётчик полка: март — май 1942. Боевых вылетов: 857; воздушных боев: около 100. Умер 8 января 1984 г. Воинское звание — Майор, осуждён военным трибуналом за уголовное преступление, разжалован в рядовые. Впоследствии восстановлен в офицерском звании. |
| Шпилевский Иосиф Станиславович |         | 6 + 3                        | Лётчик полка: март — май 1942. |

## Итоги боевой деятельности полка
Всего за годы Великой Отечественной войны полком:
| Выполнено боевых вылетов | Сбито самолётов в воздухе | Уничтожено самолётов всего |
| ------------------------ | ------------------------- | -------------------------- |
| более 1200               | 11                        | 36                         |

Свои потери:
| Потеряно самолётов, всего | Погибло лётчиков всего |
| ------------------------- | ---------------------- |
| 17                        | 10                     |

## Самолёты на вооружении
| Период      | Самолёты |
| ----------- | -------- |
| 1941 — 1941 | МиГ-3    |
| 1942 — 1942 | Як-1     |